# Severn (Ontario)
Severn (offiziell Township of Severn) ist eine Verwaltungsgemeinde im Südosten der kanadischen Provinz Ontario. Das Township liegt im Simcoe County und hat den Status einer Lower Tier (untergeordneten Gemeinde).
Die heutige Verwaltungsgemeinde Severn wurde, im Rahmen der Umstrukturierung des Simcoe County, zum 1. Januar 1994 durch die Zusammenlegung des Coldwater mit den Townships Matchedash und Orillia sowie Teilen der Townships Medonte und Tay gegründet. Als Siedlungsgebiet der First Nations, hier hauptsächlich von Gruppen der Anishinabe, reicht die Besiedlung viel weiter zurück. 

## Lage
Die Verwaltungsgemeinde liegt am östlichen Ufer der Georgian Bay, einer Bucht des Huronsees, unmittelbar nördlich der Kleinstadt Orillia. Die Gemeinde liegt an nördlichen Rand des Golden Horseshoe (Goldenes Hufeisens) bzw. etwa 100 Kilometer Luftlinie nördlich von Toronto. In der Gemeinde gibt es mehrere Siedlungsschwerpunkte.
In Severn mündet der Severn River in den Huronsee. Der Fluss bildet nach Norden und Westen über eine weite Strecke auch die Gemeindegrenze, bevor er im Osten in den Lake Couchiching und dann den Lake Simcoe einmünden und diese dann die Gemeindegrenze markieren. Nach Süden folgt die Grenze anschließend eine lange Strecke weitgehend dem Kings Highway 12. Während der nördliche Bereich der Gemeinde von Wäldern und Seen geprägt ist, dominieren im südlichen Bereich landwirtschaftlich genutzte Flächen.

## Demografie
Der Zensus im Jahr 2016 ergab für die Siedlung eine Bevölkerungszahl von 13.477 Einwohnern, nachdem der Zensus im Jahr 2011 für die Siedlung eine Bevölkerungszahl von nur 12.377 Einwohnern ergeben hatte. Die Bevölkerung hat damit im Vergleich zum letzten Zensus im Jahr 2011 deutlich über dem Trend in der Provinz um 8,9 % zugenommen, während der Provinzdurchschnitt bei einer Bevölkerungszunahme von 4,6 % lag. Im Zensuszeitraum von 2006 bis 2011 hatte die Einwohnerzahl in der Gemeinde schwächer als der Trend um 2,9 % zugenommen, während sie im Provinzdurchschnitt um 5,7 % zunahm.

## Verkehr
Severn liegt sowohl am Kings Highway 400 wie auch an dem Kings Highway 11 und Kings Highway 12. Weiterhin verläuft eine Eisenbahnstrecke der Canadian Pacific Railway durch die Gemeinde. In der Gemeinde gibt es mehrere kleine Flugplätze.
Auf der Grenze zwischen Severn und der nördlich gelegenen Gemeinde Georgian Bay in der Muskoka District Municipality liegt die Schleuse Port Severn, welche üblicherweise als das nördliche Ende des Trent-Severn-Wasserweges gilt. Dieser verläuft von hier über den Gloucester Pool, den Lake Simcoe und die Kawartha Lakes sowie den Otonabee River zum Rice Lake und über dann über den Trent River weiter zur Bay of Quinte des Ontariosee.